# Christolea borealis
Christolea borealis là một loài thực vật có hoa trong họ Cải. Loài này được (Greene) Jafri mô tả khoa học đầu tiên năm 1955.